# Clarence Darrow
Pour les articles homonymes, voir Darrow.
 (novembre 2023).
Si vous disposez d'ouvrages ou d'articles de référence ou si vous connaissez des sites web de qualité traitant du thème abordé ici, merci de compléter l'article en donnant les références utiles à sa vérifiabilité et en les liant à la section « Notes et références ».
Clarence Seward Darrow, né le 8 avril 1857 à Farmdale (Ohio, États-Unis) et mort le 13 mars 1938 à Chicago, est un avocat américain, membre de l'Union américaine pour les libertés civiles. Il reste connu pour son esprit, sa compassion et son agnosticisme qui ont fait de lui un des plus célèbres avocats américains.

## Biographie
Il naît dans la campagne de l'Ohio, son père était abolitionniste et agnostique, sa mère lutta pour le droit de vote des femmes. Il étudie à l'université de droit du Michigan, et est admis au barreau de l'Ohio en 1878.
En 1887, il s'installe à Chicago avec sa femme et son fils, il travaille comme avocat pour la ville et se rapproche du Parti démocrate. Le gouverneur de l'Illinois John Altgeld en fait son protégé, avec son aide il devient avocat à la Chicago & Northwestern Railway Company, une importante compagnie de chemin de fer. Il quitte cette même compagnie en 1894 pour défendre le syndicaliste Eugene Debs lors de la grève Pullman contre les compagnies ferroviaires. Darrow devient un avocat du travail de premier plan, il s'implique dans l'organisation du Parti populiste. Il est candidat au Congrès en 1896 pour les démocrates. Par la suite, il traite des affaires criminelles et se bat contre la peine de mort.

## Procès célèbres
- En 1894, il défend le socialiste Eugene Debs condamné pour sa participation à la grève Pullman.
- En 1907, il défend Bill Haywood, un des fondateurs du syndicat Industrial Workers of the World dans un procès pour meurtre.
- En 1911, il défend les frères Mcnamara, syndicalistes de l'AFL dans le procès de l'Attentat du Los Angeles Times
- En 1924, il défend les jeunes meurtriers Leopold et Loeb au cours de leur procès pour le meurtre du jeune Bobby Franks, âgé de 14 ans. Il leur évite la peine capitale.
- En 1925, lors du fameux procès du singe (Scope Monkey Trial) il défend l'instituteur John Thomas Scopes. Il fait face au célèbre procureur William Jennings Bryan.

## Culture populaire
En 1959, sous le nom de Jonathan Wilk, il est incarné par Orson Welles dans le film Compulsion réalisé par Richard Fleischer. Ce film retrace le crime de Leopold et Loeb. La plaidoirie de Wilk est composée des véritables paroles de Clarence Darrow lors de leur procès.
En 1960, Spencer Tracy interprète son personnage dans le film Procès de singe réalisé par Stanley Kramer.
En 1991, il est incarné par Kevin Spacey dans un téléfilm réalisé par John David Coles : L'Avocat des damnés (Darrow).
En 2004, il est mentionné dans le film Collateral de Michael Mann par le chauffeur de taxi noir interprété par Jamie Foxx.
En 2012, dans le premier épisode de la cinquième saison de Breaking Bad, « Vivre libre ou mourir », Walter White compare (défavorablement) Saul Goodman à Clarence Darrow. En 2017, dans le sixième épisode de la troisième saison de Better Call Saul, « Question d'étiquette », Howard Hamlin évoque Clarence Darrow pour convaincre Chuck McGill de cesser de se préoccuper de son frère Jimmy après l'échec de sa tentative de le faire radier du barreau.